# باول أونيل
باول أونيل (بالإنجليزية: Paul O'Neill)‏ (7 يونيو 1982 ببولتن في المملكة المتحدة - ) هو لاعب كرة قدم بريطاني في مركز الدفاع. لعب مع ماكليسفيلد تاون ونادي بانغور سيتي ونادي بريستاتين تاون ونادي ريل وGretna F.C. ‏.

## وصلات خارجية
- باول أونيل على موقع قاعدة بيانات كرة القدم.إي يو (الإنجليزية)
- باول أونيل على موقع Soccerbase.com (لاعب) (الإنجليزية)